# Xã Perry, Quận Jackson, Iowa
Xã Perry (tiếng Anh: Perry Township) là một xã thuộc quận Jackson, tiểu bang Iowa, Hoa Kỳ. Năm 2010, dân số của xã này là 768 người.